# Copa Pre Libertadores
La Liguilla Pre Libertadores México-Venezuela (también conocida como Copa Pre Libertadores) fue un torneo binacional de fútbol celebrado por clubes provenientes de Venezuela y México. El torneo fue creado en el año 1998 como un método para que los clubes mexicanos, que desde principios de la década de 1970 habían intentado infructuosamente incursionar en la Copa Libertadores de América, pudieran participar en la misma aun cuando su país, México, no es miembro de la Confederación Sudamericana de Fútbol, ente que organiza dicha Copa y demás competiciones en Sudamérica. Reemplazado en 2004 por la InterLiga, por medio de la cual México definió sus cupos ante la Copa Libertadores, cuando la CONMEBOL decidió incluir directamente a estos equipos en calidad de invitados.
El torneo era celebrado con Venezuela, dos equipos provenientes de cada país se enfrentaban contra todos en una liguilla de cuatro equipos, los dos primeros puestos pasaban automáticamente a la Copa Libertadores. Los equipos venezolanos a jugar se definían por el Torneo de Apertura y el Torneo de Clausura de Venezuela mientras que para la elección de los equipos mexicanos se realizaba un torneo selectivo bautizado Pre-Pre Libertadores entre los equipos interesados en participar.

## Historia
La propuesta nace a mediados de 1997, cuando los clubes venezolanos Atlético Zulia y Caracas son contactados por empresarios mexicanos y allegados a la Federación Mexicana de Fútbol que les presentan una oferta económica para poner en disputa sus cupos en la Copa Libertadores de 1998, enfrentándose a clubes del país azteca. La conversaciones se desarrollan a lo largo del segundo semestre de 1997, involucrándose de lleno la Federación Venezolana de Fútbol, sus clubes afiliados, su par mexicana con sus respectivos clubes afiliados, así como otros empresarios del país del Norte que patrocinaban a los clubes de aquella liga. Luego de llegar a un acuerdo, no fue sino en diciembre de 1997 cuando, por medio de una asamblea realizada, los clubes de fútbol venezolanos decidieron aceptar la oferta de la Federación Mexicana de Fútbol para poner en disputa sus plazas en la Copa Libertadores con los equipos mexicanos, para que estos tuvieran la oportunidad de ganarse su presencia en la Copa Libertadores mediante un mecanismo clasificatorio.
El 15 de diciembre de ese año, las federaciones de ambos países logran un acuerdo en el que participa también la televisora mexicana Televisa en Asunción y donde, entre otras cosas, los equipos mexicanos pagarían a cada equipo venezolano US$ 200 000.
Con el aumento de plazas para la Copa Libertadores 2004, se le asignaron dos cupos directos a México y tres a Venezuela. Esto terminó con la existencia de este selectivo. No obstante, se crearía el InterLiga para definir los lugares de los equipos mexicanos.
Para el año 2005 la CONMEBOL dio otro boleto a México, ahora serían 3, el México 1 lo definían los campeones del año anterior en un partido a ida y vuelta, en este caso Pachuca y Monterrey, esto creó, podría decirse, un nuevo partido de Pre Libertadores, exclusivo para clubes mexicanos. En noviembre del 2004 Pachuca derrotó a Rayados en el Tecnológico con una cómoda ventaja de 2-1. En el partido de vuelta fue de nuevo para los Tuzos 2-1 y el agregado 4-2, para que Pachuca ganara su pase directo a la Libertadores 2005.

## Palmarés
Durante el tiempo que duró el torneo se disputaron 56 partidos en los que se marcaron 171 goles, 3,05 por partido.
| Año           | Clasificados       | Clasificados                    | Eliminados                      | Eliminados                         |
| ------------- | ------------------ | ------------------------------- | ------------------------------- | ---------------------------------- |
| 1998 Detalles | Guadalajara México | América México                  | Caracas Venezuela               | Atlético Zulia Venezuela           |
| 1999 Detalles | Monterrey México   | Estudiantes de Mérida Venezuela | Necaxa México                   | Universidad de los Andes Venezuela |
| 2000 Detalles | Atlas México       | América México                  | Deportivo Italchacao Venezuela  | Deportivo Táchira Venezuela        |
| 2001 Detalles | Cruz Azul México   | Deportivo Táchira Venezuela     | Deportivo Italchacao Venezuela  | Atlante México                     |
| 2002 Detalles | América México     | Monarcas Morelia México         | Caracas Venezuela               | Trujillanos Venezuela              |
| 2003 Detalles | UNAM México        | Cruz Azul México                | Estudiantes de Mérida Venezuela | Nacional Táchira Venezuela         |

## Tabla histórica
| Pos. | Equipo                   | Part. | PJ | PG | PE | PP | GF | GC | DG  | Pts. |
| ---- | ------------------------ | ----- | -- | -- | -- | -- | -- | -- | --- | ---- |
| 1º   | América                  | 3     | 16 | 8  | 4  | 4  | 33 | 16 | +17 | 28   |
| 2º   | Cruz Azul                | 2     | 12 | 7  | 2  | 3  | 26 | 15 | +11 | 23   |
| 3º   | Deportivo Italchacao     | 2     | 12 | 4  | 5  | 3  | 18 | 17 | +1  | 17   |
| 4º   | Estudiantes de Mérida    | 2     | 12 | 5  | 2  | 5  | 16 | 18 | −2  | 17   |
| 5º   | Deportivo Táchira        | 2     | 12 | 5  | 2  | 5  | 10 | 21 | −11 | 17   |
| 6º   | Pumas UNAM               | 1     | 6  | 4  | 1  | 1  | 12 | 4  | +8  | 13   |
| 7º   | Caracas                  | 2     | 10 | 3  | 3  | 4  | 11 | 13 | −2  | 12   |
| 8º   | Guadalajara              | 1     | 4  | 3  | 1  | 0  | 12 | 5  | +7  | 10   |
| 9º   | Monterrey                | 1     | 6  | 3  | 1  | 2  | 13 | 9  | +4  | 10   |
| 10º  | Atlas                    | 1     | 6  | 2  | 3  | 1  | 16 | 12 | +4  | 9    |
| 11º  | Necaxa                   | 1     | 6  | 2  | 3  | 1  | 5  | 3  | +2  | 9    |
| 12º  | Monarcas Morelia         | 1     | 6  | 3  | 0  | 3  | 9  | 8  | +1  | 9    |
| 13º  | Trujillanos              | 1     | 6  | 2  | 0  | 4  | 4  | 15 | −11 | 6    |
| 14º  | Universidad de Los Andes | 1     | 6  | 1  | 1  | 4  | 5  | 11 | −6  | 4    |
| 15º  | Atlante                  | 1     | 6  | 1  | 0  | 5  | 8  | 13 | −5  | 3    |
| 16º  | Nacional Táchira         | 1     | 6  | 1  | 0  | 5  | 6  | 16 | −10 | 3    |
| 17º  | Atlético Zulia           | 1     | 4  | 0  | 0  | 4  | 3  | 11 | −8  | 0    |

## Goleadores por edición
| Año  | Jugador          | Goles | Equipo                |
| ---- | ---------------- | ----- | --------------------- |
| 1998 | Gustavo Nápoles  | 4     | Guadalajara           |
| 1999 | Ruberth Morán    | 4     | Estudiantes de Mérida |
| 2000 | Rafael Castellín | 5     | Deportivo Italchacao  |
| 2001 | Everaldo Begines | 4     | Cruz Azul             |
| 2002 | Iván Zamorano    | 5     | América               |
| 2003 | Sebastián Abreu  | 4     | Cruz Azul             |

### Goleadores históricos
| # | Jugador                | Goles | Equipos                                            |
| - | ---------------------- | ----- | -------------------------------------------------- |
| 1 | Rafael Castellín       | 7     | Deportivo Italchacao                               |
| 2 | Iván Zamorano          | 5     | América                                            |
| 2 | Ruberth Morán          | 5     | Estudiantes de Mérida (4) Deportivo Italchacao (1) |
| 3 | Gustavo Nápoles        | 4     | Guadalajara                                        |
| 3 | Cuauhtémoc Blanco      | 4     | América                                            |
| 3 | Hugo Norberto Castillo | 4     | Atlas                                              |
| 3 | Everaldo Begines       | 4     | Cruz Azul                                          |
| 3 | Leonardo Fabio Moreno  | 4     | América                                            |
| 3 | Sebastián Abreu        | 4     | Cruz Azul                                          |
| 4 | Paulo César Chávez     | 3     | Guadalajara                                        |
| 4 | Isaac Terrazas         | 3     | América                                            |
| 4 | Pedro Pineda           | 3     | Necaxa                                             |
| 4 | Antônio Naelson        | 3     | Monterrey                                          |
| 4 | Juan Pablo Rodríguez   | 3     | Atlas                                              |
| 4 | Daniel Osorno          | 3     | Atlas                                              |
| 4 | Carlos Casartelli      | 3     | Atlante                                            |
| 4 | Héctor González        | 3     | Caracas                                            |
| 4 | José Antonio Noriega   | 3     | Monarcas Morelia                                   |